# Joël Vermin
Joël Vermin (* 5. Februar 1992 in Frauenkappelen) ist ein niederländisch-schweizerischer Eishockeyspieler, der seit 2022 beim SC Bern in der National League unter Vertrag steht.

## Karriere
Vermin kam als Sohn eines Niederländers und einer Ungarin zur Welt und entstammt dem Nachwuchs des SC Bern. Nachdem er in den Spieljahren 2007/08 und 2008/09 bei den Elite-Novizen in der U17-Auswahl des Klubs 99 Scorerpunkte in 60 Spielen sammelte, kam er bereits im Alter von 15 Jahren zu seinen ersten Einsätzen bei den Elite-A-Junioren in der U20-Mannschaft des SC Bern. Für das Fanionteam des Klubs kam erstmals in der Saison 2009/10 als 17-Jähriger zu Einsätzen. Ab der Spielzeit 2010/11 war er Stammspieler beim SCB.
Beim NHL Entry Draft 2013 wurde er in der siebten Runde an insgesamt 186. Position von den Tampa Bay Lightning ausgewählt. Nachdem er die Saison 2013/14 leihweise beim SC Bern verbracht hatte, wechselte Vermin Ende März 2014 zum AHL-Farmteam der Bolts, den Syracuse Crunch. In der Saison 2015/16 debütierte er für Tampa in der NHL. Nach drei Jahren in Nordamerika, in denen er in 24 NHL-Partien vier Assists und in 185 AHL-Spielen 99 Scorerpunkte erreicht hatte, kehrte er im Sommer 2017 in die Schweiz zurück und unterschrieb einen Fünfjahresvertrag beim Lausanne HC.
Im Sommer 2020 verursachte Vermin einen Eklat mit Luca Boltshauser und wurde suspendiert. Im September 2020 wurde Vermin an den Genève-Servette HC abgegeben, im Tausch wechselten Petr Čajka und Tim Bozon zum Lausanne HC. Zur Saison 2022/23 kehrte er zu seinem Stammverein SC Bern zurück.

### International
Vermin vertrat die Schweiz bei der U18-Junioren-Weltmeisterschaft 2010 sowie den U20-Junioren-Weltmeisterschaften 2011 und 2012. Des Weiteren kam er mit der U19-Landesauswahl bei der World Junior A Challenge des Jahres 2010 zu Einsätzen. Sein erstes großes internationales Turnier für die A-Nationalmannschaft absolvierte er mit der Weltmeisterschaft 2018, bei der er die Silbermedaille gewann.

## Erfolge und Auszeichnungen
- 2013 Schweizer Meister mit dem SC Bern
- 2018 Silbermedaille bei der Weltmeisterschaft

## Karrierestatistik
Stand: Ende der Saison 2024/25

### International
Vertrat die Schweiz bei:
| - U18-Junioren-Weltmeisterschaft 2010 - World Junior A Challenge 2010 - U20-Junioren-Weltmeisterschaft 2011 - U20-Junioren-Weltmeisterschaft 2012 | - Weltmeisterschaft 2018 - Weltmeisterschaft 2021 - Olympischen Winterspielen 2022 |

(Legende zur Spielerstatistik: Sp oder GP = absolvierte Spiele; T oder G = erzielte Tore; V oder A = erzielte Assists; Pkt oder Pts = erzielte Scorerpunkte; SM oder PIM = erhaltene Strafminuten; +/− = Plus/Minus-Bilanz; PP = erzielte Überzahltore; SH = erzielte Unterzahltore; GW = erzielte Siegtore; 1 Play-downs/Relegation; Kursiv: Statistik nicht vollständig)